# Штора-1

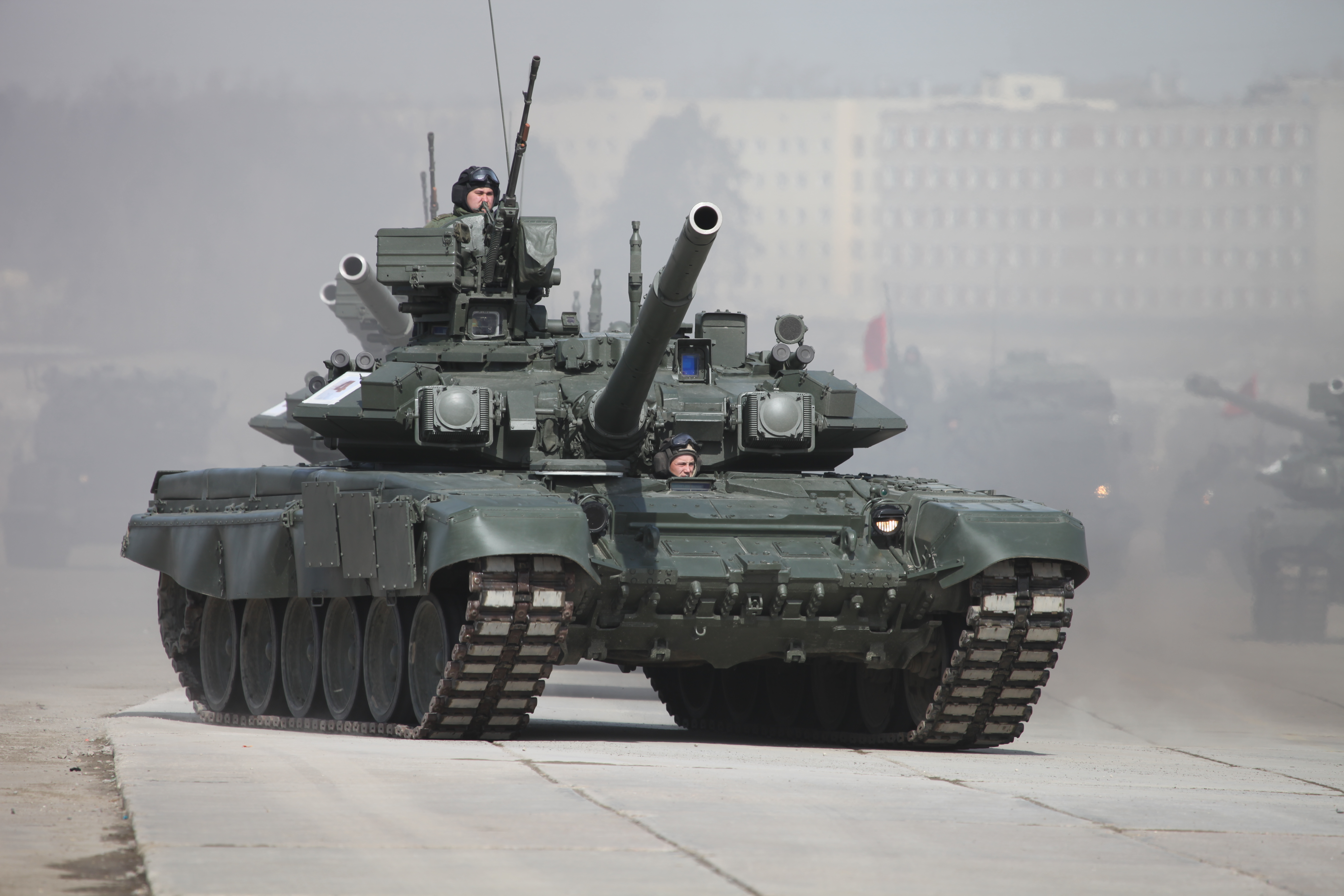
Российский Т-90 с установленными инфракрасными прожекторами ОТШУ-1-7 слева и справа от ствола орудия.

Штора-1 — комплекс электронно-оптической активной защиты (комплекс оптико-электронного подавления — КОЭП) для защиты от противотанковых управляемых ракет с полуавтоматической командной системой наведения или корректируемых артиллерийских боеприпасов.
Принят на вооружение ВС СССР в 1989 году.
Устанавливается на бронированных машинах: 2С31, БМП-3М, Т-72, Т-80 (Т-80УК и Т-80УМ1), Т-90 (Россия); Т-84 (Украина); M-84 (Сербия).

## Описание
Разработан для нарушения работы систем лазерного наведения и лазерных дальномеров атакующих  противотанковых снарядов (ПТС, ATGM).
Комплекс обеспечивает:
- срыв наведения противотанковых управляемых ракет (ПТУР), в том числе с лазерным полуавтономным наведением;
- создание помех артиллерийскому вооружению, имеющего систему управления огнём с лазерным дальномером. Определяет направление на источник лазерного излучения и его вид, автоматически защищает машину путём постановки маскирующей завесы и оповещает членов экипажа (световой и звуковой индикацией) об обнаружении лазерного излучения;
- подсветку целей при работе ночного прицела;
- подавление противотанковых управляемых комплексов с полуавтоматическими системами, в которых используется лазерная подсветка целей и ГСН.

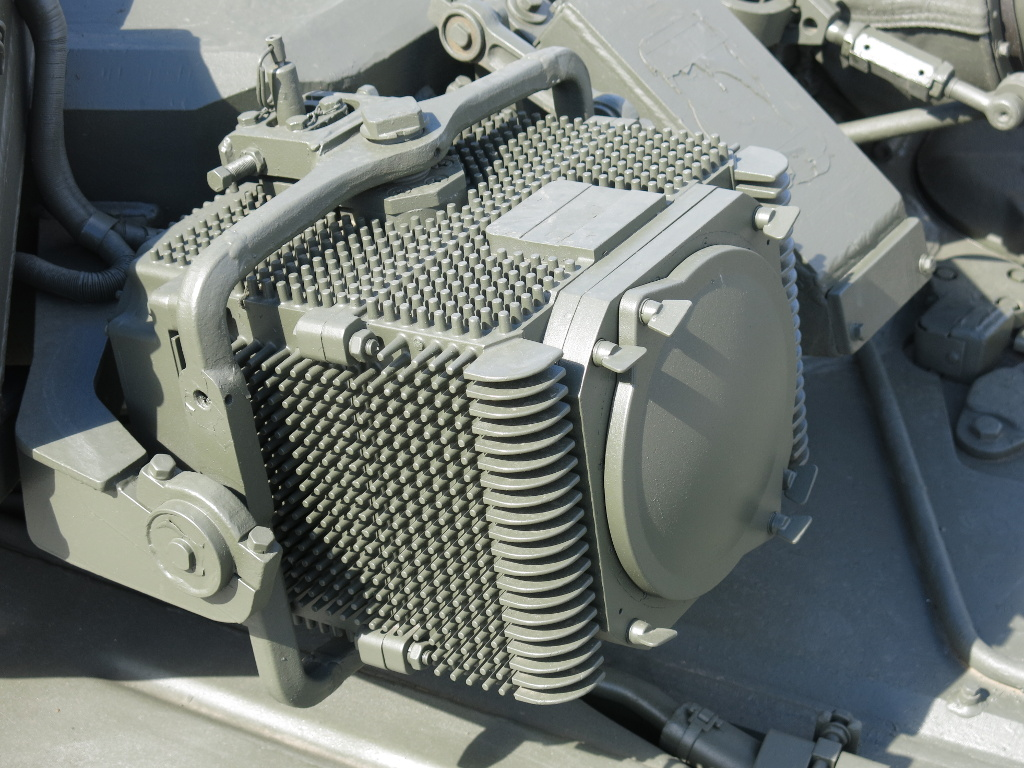
Прожекторная установка ОТШУ-1-7.

Система состоит из четырёх ключевых компонентов:
- 4 датчика обнаружения лазерного излучения, диапазона 0,65...1,6 мкм;
- датчик обнаружения излучения канала управления ПТУР (ПТУРС);
- два инфракрасных прожектора (прожекторные установки ОТШУ-1-7, расположены по обе стороны от ствола орудия башни танка), датчик метеостанции;
- пусковые установки дымовых гранат (12 единиц).
- модулятор МТШУ-1-7
- осветитель ОТШУ-1-7
- фильтр ФТШУ-1-7

Когда система включена, установленные на башне танка прожекторы испускают в оптическом и инфракрасном диапазоне модулированное излучение, и на дистанции 2,0-2,5 км происходит подавление работы оптико-электронных координаторов систем наведения ПТУР. Координаторы получают ложные сигналы от этих прожекторов, и на ракету поступают неверные команды, отчего она либо врезается в землю, либо пролетает мимо.

### Тактико-технические характеристики
ТШУ-1-7
- Тип излучающего элемента: короткодуговая ксеноновая лампа[6]
- Длина волны излучения лампы: до 4,2 мкм
- Длина волны излучения, пропускаемого фильтром (КС-19): 0,7-3,0 мкм[7]
- Сектор облучения по горизонтали: 20° (один осветитель)
- Сектор облучения по вертикали: 4°
- Срок службы: 1000 ч
- Наработка на отказ: 250 ч
- Срок службы лампы: 50 ч

Индикаторы лазерного облучения ТШУ-1-1 (грубые головки)
- Спектральный диапазон: 0,65... 1,55 мкм
- Сектор обзора по горизонтали: 138°
- Сектор обзора по вертикали: -5...+25°
- Минимальная рабочая облучённость: 15x10−8 Дж/см

Индикаторы лазерного облучения ТШУ-1-11 (точные головки)
- Спектральный диапазон: 0,65... 1,55 мкм
- Сектор обзора по горизонтали: 45°
- Сектор обзора по вертикали: -5...+25°
- Разрешение: 3,75°
- Минимальная рабочая облученность: 15x10−8 Дж/см

## Эффективность применения
Вероятность срыва наведения ракеты (устаревших комплексов типа Milan, HOT, TOW первых модификаций, «Малютка», «Фагот», «Фаланга», «Конкурс» и др.) составляет примерно 0,8-0,9.
По итогам испытаний танков Т-80У и Т-84 в Греции в 1998 году выяснилось, что комплексы «Штора» на обоих танках не реагируют на излучение лазерных дальномеров даже устаревших западных танков Leopard 1A5 и M60A3, не говоря уже о Leopard 2A5, а только на лазерные дальномеры друг друга.
Комплекс продемонстрировал неэффективность против ракет Javelin и NLAW, в ходе вторжения России на Украину и в Сирии. Используя ITAS (улучшенная система наведения на цель), наводчик нацеливается не на сам танк напрямую, а на участок земли на расстоянии тройной длины целевого такнка от него (например, при длине корпуса Т-90 6,86 м, наводчик нацеливается на участок земли в ~ 20,5 м от танка), это позволяет наводчику избежать обнаружение «Шторой»

## Боевое применение
В интернете появлялась информация о применении КОЭП «Штора-1» в ходе вооружённого конфликта в Сирии. Россия якобы поставила неизвестное количество комплексов сирийской армии. Существует мнение, что Россия передала Сирии Т-90 для испытания в боевых условиях, как ответ на поставки Саудовской Аравией ПТРК TOW антиправительственным отрядам.
Аналоги
Также, на сирийские правительственные Т-72, Т-55, на БМП и другую бронетехнику сирийские специалисты ставят «скворечники» — собственные системы оптико-электронного подавления, функционально аналогичные «Шторе», только самодельные. От «Шторы» они отличаются тем, что ставятся наверху башни и работают вкруговую.